# 19 Batalion Ochrony Pogranicza
Samodzielny Batalion Ochrony Pogranicza nr 19 – samodzielny pododdział Wojsk Ochrony Pogranicza.

## Formowanie i zmiany organizacyjne
Na podstawie rozkazu MON nr 055/org. z 20 marca 1948, na bazie Białostockiego Oddziału WOP nr 6, sformowano 11 Brygadę Ochrony Pogranicza, a 29 komendę odcinka WOP przemianowano na batalion Ochrony Pogranicza nr 19.
Rozkazem Ministra Obrony Narodowej nr 205/Org. z 4 grudnia 1948, z dniem 1 stycznia 1949, Wojska Ochrony Pogranicza podporządkowano Ministerstwu Bezpieczeństwa Publicznego. Zaopatrzenie batalionu przejęła Komenda Wojewódzka Milicji Obywatelskej.
Z dniem 1 stycznia 1951, na podstawie rozkazu MBP nr 043/org z 3 czerwca 1950, na bazie 11 Brygady Ochrony Pogranicza, sformowano 22 Brygadę Wojsk Ochrony Pogranicza, a 19 batalion Ochrony Pogranicza przemianowano na 225 batalion WOP.

## Struktura organizacyjna
Dyslokacja batalionu przedstawiała się następująco :
- dowództwo batalionu – Kleszczele
- 134 strażnica Ochrony Pogranicza – Białowieża
- 135 strażnica Ochrony Pogranicza – Jodłówka
- 136 strażnica Ochrony Pogranicza – Czeremcha
- 137 strażnica Ochrony Pogranicza – Tokary